# 诺曼·韦伯斯特
诺曼·韦伯斯特（Norman Eric Webster，1941年6月4日—），生于加拿大爱德华王子岛的Summerside，是一名加拿大记者，曾经担任过多伦多环球邮报和蒙特利尔宪报的主编。
韦伯斯特早年在魁北克省私立中学主教学院完成中学教育，在主教大学获得本科学位。他还曾经在牛津大学St John学院獲羅德學者獎學金就讀博士研究。1962年他参加了牛津剑桥组织的到波兰和捷克斯洛伐克的访问。曾在六十年代作为常驻中国大陆的唯三西方记者。1970年2月4日，英国《每日电讯报》刊登他的一篇文章全城正在挖掘防空洞。
1995年他获得加拿大勋章。
2008年4月6日他发表在蒙特利尔宪报上的“Beijing orders:No more reincarnations until further notice”一文对达赖喇嘛进行了大力赞美，同时将当代中国领导人胡锦涛描述为纳粹最高长官，指责他1989年血腥镇压西藏的示威。他还指责媒体大亨默多克拍北京马屁为无所顾虑和不要羞耻。